# Rönnhällsjön
Rönnhällsjön är en sjö i Malung-Sälens kommun i Dalarna och ingår i Dalälvens huvudavrinningsområde. Sjön är 16 meter djup, har en yta på 3,25 kvadratkilometer och befinner sig 414 meter över havet. Vid provfiske har bland annat abborre, gädda, lake och mört fångats i sjön.

## Delavrinningsområde
Rönnhällsjön ingår i det delavrinningsområde (673425-136386) som SMHI kallar för Utloppet av Rönnhällsjön. Medelhöjden är 463 meter över havet och ytan är 26,04 kvadratkilometer. Det finns ett avrinningsområde uppströms, och räknas det in blir den ackumulerade arean 35,39 kvadratkilometer. Ällingån som avvattnar avrinningsområdet har biflödesordning 3, vilket innebär att vattnet flödar genom totalt 3 vattendrag innan det når havet efter 415 kilometer. Avrinningsområdet består mestadels av skog (70 procent) och sankmarker (13 procent). Avrinningsområdet har 3,33 kvadratkilometer vattenytor vilket ger det en sjöprocent på 12,8 procent.

## Fisk
Vid provfiske har följande fisk fångats i sjön:
- Abborre
- Gädda
- Lake
- Mört
- Siklöja